# 압데로스
압데로스(Abderos)는 그리스 신화에 나오는 헤르메스의 아들이다. 헤라클레스의 사랑을 받았다. 트라키아 지방의 비스톤인의 왕 디오메데스는 네 마리의 암말을 길렀는데, 성질이 하도 사나워서 강철 고삐와 사슬에 묶어 길렀으며 사람 고기를 먹이로 주었다고 한다. 에우리스테우스는 헤라클레스에게 이 말들을 잡아 오라고 시켰다. 디오메데스를 죽이고 말들을 잡아온 헤라클레스는 압데로스에게 지키게 하였는데, 그는 난폭한 말들을 잘 다루지 못하여 잡아 먹히고 말았다. 압데로스의 죽음을 슬퍼한 헤라클레스는 트라키아 지방에 그의 이름을 딴 압데라 시를 건설하였으며, 그를 추모하는 경기 대회를 창설하였다고도 한다. 